# Gears 5
Gears 5 é um jogo eletrônico de tiro em terceira pessoa desenvolvido pela The Coalition e publicado pela Xbox Game Studios. Foi lançado em 6 de setembro de 2019 para Windows, Xbox One e Xbox Series X/S como parte do Xbox Play Anywhere. É a quinta parcela principal da série Gears of War e a sequência de Gears of War 4 (2016). Gears 5 segue a história de Kait Diaz, que está em uma jornada para descobrir a origem da Locust Horde, a principal facção antagônica da série Gears of War.
A Ultimate Edition de Gears 5 foi lançada em 6 de setembro de 2019, enquanto a edição padrão do jogo foi lançada mundialmente em 10 de setembro de 2019. Gears 5 recebeu críticas geralmente favoráveis de críticos que elogiaram a jogabilidade, a campanha, a apresentação e a quantidade de conteúdo, mas criticaram a história e a falta geral de inovação.

## Premissa
Gears 5 foca em Kait Diaz (Laura Bailey), uma descendente da estranha Locust. Como Kait, o jogador deve descobrir as origens da família de Locust e Kait. O protagonista de Gears of War 4, JD Fenix (Liam McIntyre), seu amigo Delmont Walker (Eugene Byrd) e o pai de JD, Marcus Fenix (John DiMaggio) também retornam.

## Desenvolvimento
Gears 5 foi desenvolvido pela The Coalition como uma sequência de Gears of War 4 de 2016. Ao contrário dos jogos anteriores da série Gears of War, o jogo é intitulado Gears 5 (sem a parte "of War"). O chefe de marketing do Xbox, Aaron Greenberg, explicou que o novo título era "mais limpo" e que era uma mudança natural, porque a maioria das pessoas estavam cortando a parte "of War" por anos. Para o Gears 5, a The Coalition decidiu mudar o foco do jogador de JD Fenix para Kait Diaz. De acordo com o chefe do estúdio, Rod Fergusson, "foi uma escolha natural. Quando você joga o Gears 4, pense nisso como Mad Max: Fury Road. Foi realmente uma história da Furiosa, e  Max foi o chute lateral. Foi assim no Gears 4, todo o jogo é sobre salvar a mãe de Kait, e JD realmente está lá para ajudá-la".

## Recepção Crítica
Gears 5 recebeu avaliações "geralmente favoráveis", de acordo com o agregador de avaliações Metacritic. Os críticos elogiaram a jogabilidade, a campanha, a apresentação e a quantidade de conteúdo, mas criticaram a história e a falta de inovação. Muitos críticos elogiaram o jogo por ser um retorno bem-sucedido à forma para a série. Posso jogar isso? Um recurso de acessibilidade de jogos voltado para jogadores e desenvolvedores, elogiou os recursos de acessibilidade do Gears 5, concedendo-lhe uma pontuação perfeita para acessibilidade para surdos.